# Daniel Abimi
 (mai 2016).
Daniel Abimi, né le 9 janvier 1965, écrivain suisse et directeur associé de BIM/BO édition.

## Biographie
Daniel Abimi a été journaliste pour l'agence de presse Air, les quotidiens 24 heures, Le Matin et Le Journal de Genève. Après dix années de missions comme délégué au CICR, au Zaïre, en Éthiopie et en Afghanistan , notamment, il a travaillé entre 2010 et 2020 comme chargé de mission pour l'Office des affaires extérieures du Canton de Vaud. Dans ce cadre, il a été responsable de la communication du projet Plateforme 10.
En 2020, il fonde avec Émilie Boré l'agence de communication BIM/BO édition.
Il publie chez Bernard Campiche éditeur son premier roman en 2009, Le Dernier Échangeur, roman policier ayant pour cadre la ville de Lausanne.

## Sources
- « Daniel Abimi », sur la base de données des personnalités vaudoises sur la plateforme « Patrinum » de la Bibliothèque cantonale et universitaire de Lausanne.
- https://www.bim-bo-edition.com/equipe
- Daniel Abimi, Le scruteur d'âme qui aime tant Lausanne. 24 Heures, 18 décembre 2014
- https://www.rts.ch/audio-podcast/2016/audio/daniel-abimi-le-baron-25416693.html